# Heterelmis trivialis
Heterelmis trivialis là một loài bọ cánh cứng trong họ Elmidae. Loài này được Germain miêu tả khoa học năm 1892.